# Radu Ier
Radu Ier de Valachie est prince de Valachie de 1377 à 1383.

## Biographie
Second fils de Nicolae Ier Alexandru et frère cadet de Vladislav Ier , il devient corégent de son frère sans héritier dès 1372. Il lui succède vers 1377 et meurt vers 1383. Durant son court règne, il continue la politique de son frère. Il comble de bienfaits l'Église orthodoxe.

## Unions et postérité
Il épousa:
- Ana Kalinikia avec laquelle il a Dan Ier

- Puis une autre femme, peut-être d'origine byzantine, avec laquelle il a Mircea Ier l'Ancien.